# Heinrich Bellermann
Pour les articles homonymes, voir Bellermann.
Johann Gottfried Heinrich Bellermann (né le 10 mars 1832 à Berlin et mort le 10 avril 1903 à Potsdam) est un musicologue et compositeur prussien

## Biographie
Heinrich Bellermann est le fils et l'élève du érudit classique Johann Friedrich Bellermann (1795-1874) et petit-fils du théologien Johann Joachim Bellermann (1754-1842), à qui l'on doit la réintroduction des cours de chant dans le système scolaire prussien. Il étudie d'abord la musique d'église, puis est professeur de chant au lycée berlinois du monastère franciscain, devient professeur de musique à l'université en 1866 en tant que successeur d'Adolf Bernhard Marx et en 1875 membre de l'Académie royale des arts. Il est membre de l'Académie de chant de Berlin pendant de nombreuses années.
Entre autres choses, il écrit "Die Mensuralnoten und Taktzeichen im 15. und 16. Jahrhundert' (1858) et le manuel « Der Kontrapunkt » (1862), largement utilisé jusque vers 1900. Il compose presque exclusivement de la musique a cappella (motets, psaumes, chants). Parmi ses élèves de 1888 à 1891 se trouve le musicien d'église et compositeur Carl Thiel (de).

## Œuvres (sélection)
- Motette, Psalm 90
- Christus der Erretter, Oratorium
- Drei Passionsmotetten für SATB a cappella
- Dreistimmige Fugen
- Lenzenslust, Lied, op. 19.3., 1854
- Frühlingslied, op. 19.5., 1867
- Auf dem Wasser, Lied, op. 19.6., 1854
- Lob der Vögelein, Lied, op. 19.7., 1857
- Wanderers Nachtlied, op. 19.9., 1856
- Erinnerung, Lied, op. 19.10., 1869
- Der frohe Wandersmann, Lied, op. 28.2., 1865
- Nun bricht aus allen Zweigen, Lied, op. 28.3. (d. 25. April 1871)
- Morgenlied, op. 28.5., 1880
- Wanderlied, op. 28.6. (9.4.12.1879)
- Der Pumpbrunnen, Lied, 28.7., (1851. im Mai 1880 verbessert)
- Zu Grells Geburtstage, op. 28.8, 1880
- Abendlied, op. 28.9., 1878
- Frühlingslied, 8 Stimmen, op. 28.10., 1879
- Abendstille, Lied, op. 31.2, 1882
- Frühlingslied, op. 31.2, 1882
- Zigeunerlied, op. 31.7., 3.28.8.1880
- An die Mark, Lied, op. 41.1., 1884
- Himmelfahrt, Lied, 41.2., 6. Dezember 1883
- Die frühen Gräber, Lied, op. 41.3., 1883. Die Anfangstakte geändert im Feb. 1891
- Frühlingslied, op. 41.4., 1889
- Auf dem See, Lied, op. 41,5., (d. 8. September 1889)

## Travaux
- Die Mensuralnoten und Taktzeichen des XV. und XVI. Jahrhunderts. Mit sehr zahlreichen Notenbeispielen. Reimer, Berlin 1858. VIII, 101 S.
- Der Contrapunct oder Anleitung zur Stimmführung in der musikalischen Composition. Springer, Berlin 1862, XVIII, 365 S., 4. Auflage Berlin, Springer 1901, XVIII, 480 S.
- Über die Entwicklung der mehrstimmigen Musik. Vortrag gehalten im Saale der Sing-Akademie zu Berlin im wissenschaftlichen Verein am XIX. Januar MDCCCLXVII. Verlag von A. Sacco Nachfolger, Berlin 1867, 40 S.
- Die Größe der musikalischen Intervalle als Grundlage der Harmonie. Verlag von Julius Springer, Berlin 1873.
- Eduard Grell: Aufsätze und Gutachten über Musik. Nach seinem Tode herausgegeben von Heinrich Bellermann. Verlag von Julius Springer, Berlin 1887, 195 S., „mit einem Vorwort von Heinrich Bellermann, Berlin, an Grell´s Geburtstage, den 6. November 1886“.
- August Eduard Grell (Biographie). Weidmannsche Buchhandlung, Berlin 1899, 220 S.
- Hülfsbüchlein beim Gesangsunterricht in den unteren Klassen höherer Lehranstalten. Anfangsgründe der Musik für den ersten Sing-Unterricht auf Gymnasien und Realschulen. Weidmannsche Buchhandlung, Berlin 1915, 32 S.